# Relations entre l'Autriche et le Bangladesh
Les relations entre l'Autriche et le Bangladesh font référence aux relations bilatérales entre la république d'Autriche et la république populaire du Bangladesh. Les relations entre les deux pays ont été jugées cordiales, les deux pays s'efforçant de les renforcer encore.

## Histoire
En raison de la distance d'environ 7 000 kilomètres, les contacts historiques entre les deux pays ont été plutôt limités. Après la création de la compagnie d'Ostende, les navires autrichiens ont commencé à se rendre au Bengale où ils ont ouvert des usines. L'histoire des liens entre l'Autriche et le Bangladesh remonte à l'époque où un certain nombre de Bangladais se sont rendus en Autriche à des fins éducatives à partir du XXe siècle, notamment Abdullah Al-Mamun Suhrawardy (en).
De grandes quantités de jute étaient autrefois transportées du Bengale vers l'Autriche grâce aux efforts des frères Ralli (en) au début du XIXe siècle. Les deux pays se sont affrontés au cours des deux guerres mondiales, l'Autriche (sous le nom d'Autriche-Hongrie) étant l'une des puissances centrales dominantes pendant la Première Guerre mondiale et faisait partie du Troisième Reich national-socialiste d'Adolf Hitler pendant la Seconde Guerre mondiale, et le Bangladesh faisant partie du Raj britannique, une colonie du Royaume-Uni, qui a combattu l'Autriche et l'Allemagne, dont l'Autriche faisait partie de 1938 à 1945, à ces deux occasions. Abdul Motaleb Malik (en), éminent homme politique bengali, a été l'ambassadeur du Pakistan en Autriche dans les années 50, bien avant l'indépendance du Bangladesh en 1971.
Avant la mise en service de l'imprimerie de sécurité en 1989, la poste bangladaise (en) faisait imprimer certains de ses timbres en Autriche.

## Visites officielles
L'ancien ministre des affaires étrangères du Bangladesh, Dipu Moni, a effectué une visite à Vienne en 2013.

## Aires de coopération
Le Bangladesh et l'Autriche ont identifié l'électricité et l'énergie, la santé, l'éducation, le tourisme, le développement des ressources humaines et la gestion des déchets comme des secteurs prometteurs pour la coopération bilatérale entre les deux pays.

### Coopération en matière d'éducation
Le secteur de l'éducation a été considéré comme un domaine potentiel de coopération bilatérale entre les deux pays. Le Bangladesh et l'Autriche ont mis l'accent sur les programmes d'échanges éducatifs entre les deux pays. Le Bangladesh a sollicité la coopération de l'Autriche pour augmenter le nombre de bourses autrichiennes pour les étudiants bangladais.

### Coopération économique
Le Bangladesh et l'Autriche ont montré leur profond intérêt pour le développement des activités économiques bilatérales entre les deux pays et ont pris les mesures nécessaires à cet égard,. En 2013, le volume du commerce bilatéral entre les deux pays s'élève à 400 millions d'euros. Une trentaine d'entreprises multinationales basées en Autriche opèrent au Bangladesh.